# Estação Antônio Emmerich
A Estação Antônio Emmerich é uma das estações do VLT da Baixada Santista, situada em São Vicente, entre a Estação São Vicente e a Estação Nossa Senhora das Graças. É administrada pela Artesp.
Foi inaugurada em 6 de junho de 2014. Localiza-se no cruzamento da Avenida Marechal Deodoro com a Rua Doutor Armando Sales de Oliveira. Atende o bairro do Centro, situado na Área Insular da cidade.